# Smíchov

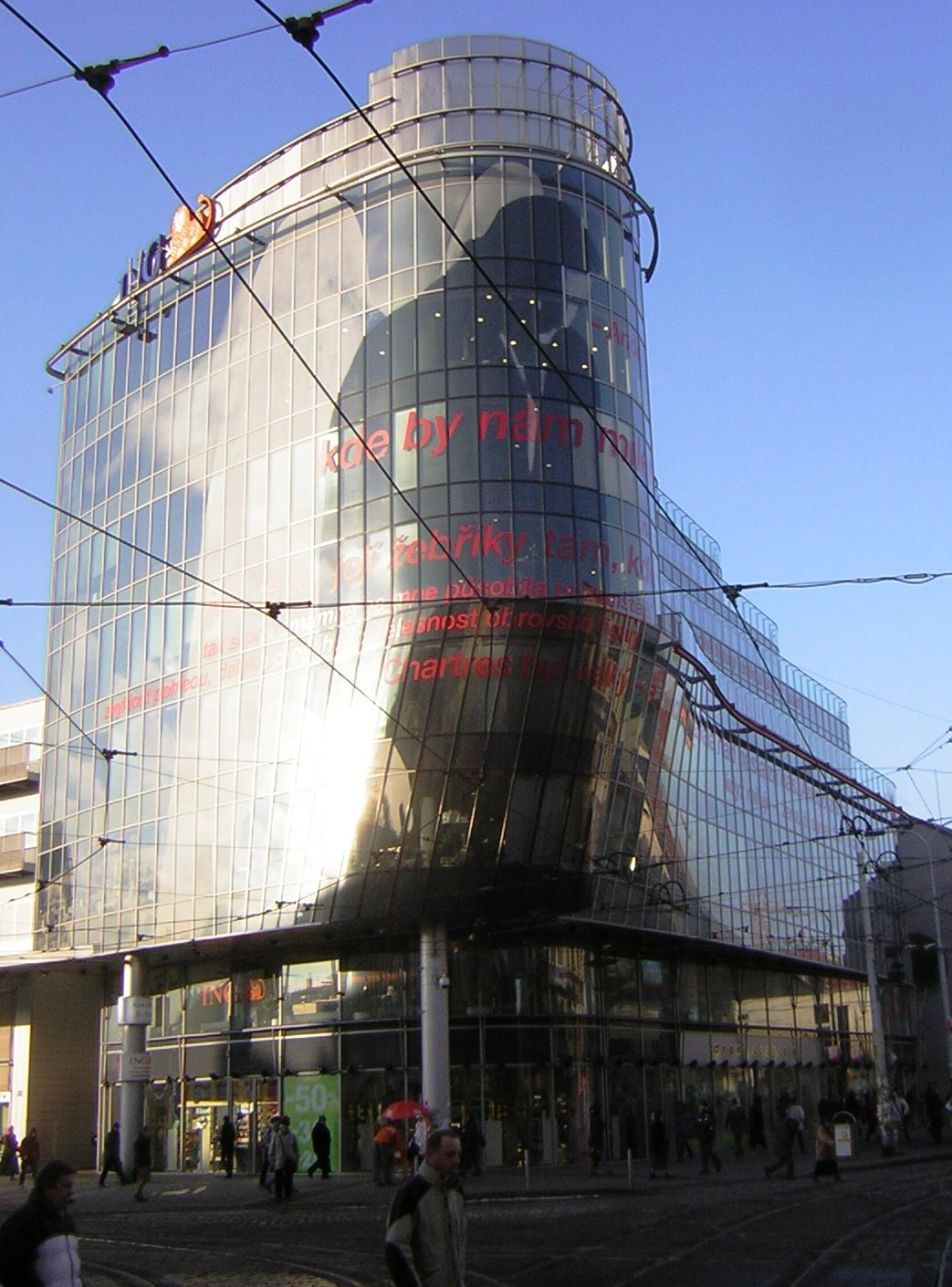
Immeuble Zlatý Anděl (« Ange d’or ») par Jean Nouvel.

Le quartier de Smíchov (en allemand Smichow) se trouve dans l’arrondissement de Prague 5.
Il s’agit d’une ancienne ville indépendante, rattachée à Prague au moment de l’agrandissement de 1922.

## Bâtiments importants
Dans le quartier de Smíchov, on trouve les bâtiments suivants :
- la villa Bertramka, où Mozart a séjourné ; un temps fermée au public après 2009 à cause d'un difficile changement de propriétaire, elle est à nouveau ouverte au public ; malheureusement les documents exposés ne sont pour la plupart que des copies et les instruments ont été déménagés dans un autre endroit de la ville.
- La Place du 14 octobre, concentrant de nombreux monuments : 
  - l'église Saint-Venceslas (1885) ;
  - l'ancien Hôtel de ville de Smichov (1874) ;
  - la Maison nationale de Smichov, de style Art nouveau (1908) ;
  - le marché couvert de Smichov, de style Art nouveau (1908) ;
  - la Fontaine aux Ours, de style baroque (1689).
- la villa Portheimka construite par Kilian Ignace Dientzenhofer pour sa famille ;
- le jardin Kinsky avec le palais d'été Kinsky de style néo-classique ;
- le parc du Sacré-Cœur ;
- la synagogue de Smíchov.
- la Brasserie Staropramen.
- le pont ferroviaire de Vyšehrad (1901).

## Nouveau visage de Prague
La création du centre commercial Anděl (« L’ange »), ainsi que l’immeuble Zlatý Anděl par Jean Nouvel, ont fait de ce quartier, éloigné au milieu du XXe siècle, un nouveau centre urbain. Les transports y sont particulièrement développés avec la station de métro Anděl, une station de tramways et une gare routière. 
Smíchov concentre plusieurs aspects de Prague : 
- de nombreux bâtiments historiques et une vieille ville correspondant à  Náměstí 14. října (la place du 14 octobre) ;
- un centre urbain moderne, similaire à ceux des autres capitales européennes ;
- un quartier résidentiel.

## Personnalités
- Viktor von Tschusi zu Schmidhoffen (1847-1924), ornithologue